# Desa Riti
Desa Riti är en administrativ by i Indonesien.   Den ligger i provinsen Nusa Tenggara Timur, i den centrala delen av landet, 1 600 km öster om huvudstaden Jakarta.